# Mistrzostwa Świata w Łucznictwie 1989
35. Mistrzostwa Świata w Łucznictwie odbyły się między 2 a 8 lipca 1989 w Lozannie w Szwajcarii. Organizatorem była Międzynarodowa Federacja Łucznicza. 

## Medaliści

### Strzelanie z łuku klasycznego
| Konkurencja            | Złoto                                                            | Srebro                                                           | Brąz                                                                   |
| Indywidualnie kobiet   | Kim Soo-nyung                                                    | Kim Kyung-woog                                                   | Denise Parker                                                          |
| Indywidualnie mężczyzn | Stanisław Zabrodzki                                              | Steven Hallard                                                   | Tomi Poikolainen                                                       |
| Drużynowo kobiet       | Korea Południowa · Wang Hee-kyung · Park Mi-kung · Kim Soo-nyung | Szwecja · Jenny Sjowall · Christa Backman · Petra Ericsson       | ZSRR · Mahluhanim Murzajewa · Ludmiła Arżannikowa · Jelena Tutatcikowa |
| Drużynowo mężczyzn     | ZSRR · Wadim Szikariew · Władimir Jeszejew · Stanisław Zabrodski | Stany Zjednoczone · Christopher Yeoman · Jay Barrs · Allen Rasor | Korea Południowa · Yang Chang-hoon · Park Jae-pyo · Lee Hueng-seop     |

## Klasyfikacja medalowa
| Lp. | Państwo           | Złoto | Srebro | Brąz | Razem |
| 1.  | Korea Południowa  | 2     | 1      | 1    | 4     |
| 2.  | ZSRR              | 2     | 0      | 1    | 3     |
| 3.  | Stany Zjednoczone | 0     | 1      | 1    | 2     |
| 4.  | Szwecja           | 0     | 1      | 0    | 1     |
| 4.  | Wielka Brytania   | 0     | 1      | 0    | 1     |
| 6.  | Finlandia         | 0     | 0      | 1    | 1     |